# Улица Десантников (Феодосия)
Улица Десантников — улица в исторической части Феодосии, проходит от улицы Горького до Прямой улицы.

## История
Район улицы был страшно разорён во время Русско-турецкой войны 1768—1774 годов, посетивший в 1781 году Феодосию В. Ф. Зуев свидетельствовал, что в городе сохранилось не более трети прежних зданий. Восстановление города шло медленно, ни И. М. Муравьёв-Апостол в 1820, ни А. С. Грибоедов в 1825 году не нашли в городе примечательных зданий.
С 1873 года в казармах у пересечения улицы с Военной улицей (ныне — Вити Коробкова) размещался Виленский 52-й пехотный полк.
Первоначальное название улицы, в нижней части (между современными улицами Горького и Вити Коробкова) — Бульварная из-за множества растущих на ней деревьев, популярное место гуляния молодежи. В верхней части улица носила название Георгиевская, по наименованию церкви, к которой вела, весь район около церкви назывался Георгиевской или Егорьевской слободкой.
На улице сохранился пересекающий её генуэзский ров XIV века.
В 1861 году на купленном участке у угла Итальянской (ныне — Горького) и Бульварной улиц открылось первое в городе промышленное предприятие — табачная фабрика Стамболи. Улица начала застраиваться домами состоятельных караимов (дом Хаджи), гостиницами и домами сотрудников фабрики. После революции, в 1918 году, фабрика была национализирована, получила имя Коминтерна и успешно работала и при советской власти, её работа была восстановлена и после окончания войны.
Здания на улице сильно пострадали во время Великой Отечественной войны.
Современное название улица получила после окончания войны в память высадки Керченско-феодосийский десант, по этой улице заходили в город советские десантники (мемориальная доска).
В 1990 году табачная фабрика сгорела в пожаре. Много лет огороженный участок находится в неудовлетворительном состоянии. Одно время здесь был вырыт котлован под строительство многоэтажного здания, впоследствии заброшенный он был затоплен, и после многочисленных жалоб жителей города в январе 2019 года его засыпали землей.

## Достопримечательности

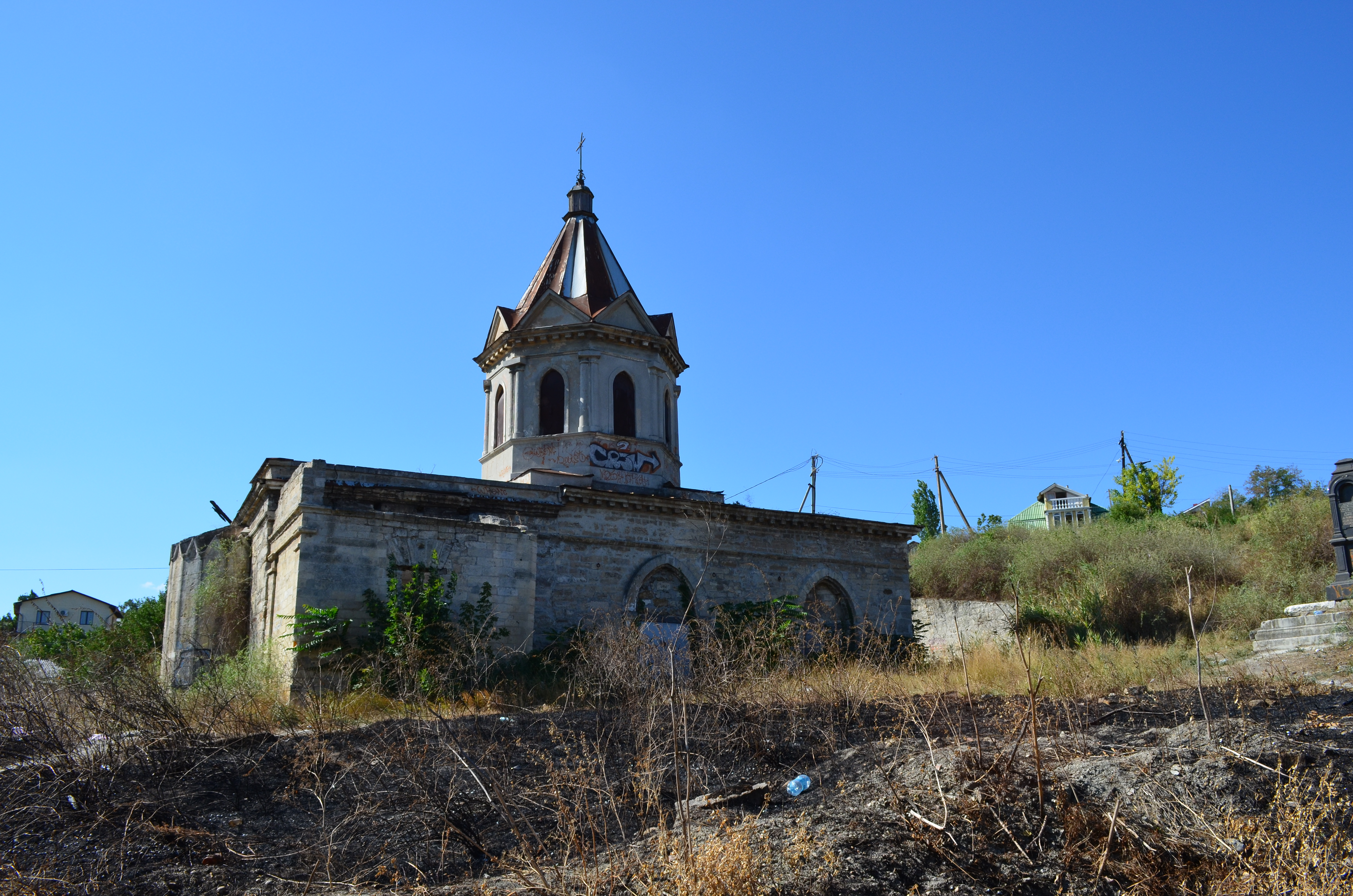
Церковь святого Георгия

- Церковь святого Георгия (XIV век, перестроена в XIX веке)  Объект культурного наследия народов РФ федерального значения. Рег. № 911510363480006 (ЕГРОКН)
- Мемориальная доска в память проведения пикета, направленного на срыв в Крыму учений НАТО[18].

## Улица в культуре
На улице был снят ряд эпизодов фильма «Спортлото-82»